# إشتفان سيلاجي
إشتفان سيلاجي (بالمجرية: Szilágyi István)‏ (6 أكتوبر 1950 - ) هو لاعب كرة يد مجري. شارك في الألعاب الأولمبية الصيفية 1980 والألعاب الأولمبية الصيفية 1976.

## وصلات خارجية
- إشتفان سيلاجي على موقع أوليمبيديا (الإنجليزية)
- إشتفان سيلاجي على موقع اللجنة الأولمبية المجرية (الهنغارية)